# Raul Hilberg
Raul Hilberg (Viena, 2 de junio de 1926 - Williston, Vermont, 4 de agosto de 2007), fue un historiador austriaco, nacionalizado estadounidense, famoso por sus estudios sobre el Holocausto.

## Biografía
Nacido en Viena, en el seno de una familia de clase media judía de origen polaco - rumana. En 1938, su padre fue arrestado por la persecución nazi, pero fue liberado por ser veterano de guerra de la Primera Guerra Mundial, y se permitió a la familia emigrar previa incautación de todas sus propiedades. El 1 de abril de 1939, un año después del Anschluss, Raul Hilberg junto a su familia tuvo que huir de Austria, a los 13 años de edad, para Francia, desde donde se embarcó a Cuba. Tras una corta estancia en la isla, viajaron a Nueva York, donde el futuro historiador se educó.
Interrumpió sus estudios de química en la universidad para pelear en la II Guerra Mundial (1944). Su división participó en la liberación del campo de concentración de Dachau y luego participó en la recopilación de documentos para el futuro juicio de Núremberg contra los crímenes de guerra. Fue destinado a Múnich, donde encontró parte de la biblioteca de Hitler, lo que despertó su interés por la historia. Más tarde participaría en un proyecto para organizar la microfilmación de los documentos alemanes requisados, archivo que se convirtió en la Fundación para la Investigación del Holocausto.
Abandonó la química y se pasó a la carrera de Ciencias Políticas en la Universidad de Brooklyn, así como también a la carrera de derecho en la Universidad de Columbia, donde obtuvo la maestría en 1950, y concluyó su tesis sobre el Holocausto en 1955. En 1956 obtuvo un puesto de profesor de Relaciones Internacionales en la Universidad de Vermont (Burlington), donde permaneció hasta su retiro. En 1952 se hizo miembro del War Documentation Project y del United States Holocaust Memorial Council, y testificó en diversos procesos judiciales contra nazis. Este puesto le dio acceso a los archivos del Tercer Reich incautados por el ejército estadounidense.
En 1955 sostuvo su tesis sobre el Holocausto, dirigida por Franz Neumann, pero tuvo grandes dificultades para hacerla publicar. A fines de los años 50, el genocidio suscitaba poco interés. Pero el arresto de Adolf Eichmann en 1960 y la apertura de su proceso reabrió la atención y pudo publicarla con el título The destruction of the European Jews (La destrucción de los judíos europeos, 1961, segunda edición en tres tomos en 1985), un estudio que sobrepasaba las mil páginas y que amplió en sucesivas ediciones, y donde estudiaba minuciosamente la maquinaria burocrática del exterminio de más de seis millones de judíos por parte de los nacionalsocialistas alemanes: contables, guardias, ingenieros y otros trabajadores anónimos cuya cooperación hizo posible el exterminio.
Pese a su extraordinaria documentación, que sentaba las bases del estudio científico de la Shoah, y a pesar del apoyo de Hannah Arendt, Trevor-Roper y decenas de historiadores de prestigio, la obra fue muy criticada en algunos aspectos, como su aserción de que no hubiera habido una resistencia judía importante por parte de los judíos contra el partido nazi y ni siquiera contra el Holocausto, o por su reducción del número de muertos de seis millones a cinco millones cien mil. El autor dedicó su vida a deshacer pacientemente las falacias del Revisionismo y el Revisionismo histórico (negacionismo) sobre el genocidio judío, no sólo con sus escritos y conferencias, sino testificando contra nazis o, por ejemplo, contra el negacionista alemán Ernst Zündel. Se pronunció además contra el genocidio de Ruanda y escribió una autobiografía.
Se jubiló en 1991 y murió a los 81 años víctima de un cáncer de pulmón, no sin recibir el año anterior la Cruz de la Orden al Mérito de los Caballeros, la más alta condecoración que concede Alemania a ciudadanos no alemanes.
Algunas de sus últimas obras fueron traducidas con el título de Ejecutores, víctimas, testigos (1994), La política de la memoria (1996), Holocausto: las fuentes de la historia (2001) y su autobiografía Memorias de un historiador del Holocausto (2019).

## Obra
- La destrucción de los judíos europeos. Akal. 2005. p. 1456. ISBN 8446018098.The destruction of the European Jews (Yale Univ. Press, 2003, c1961).
- The Holocaust today (Syracuse Univ. Press, 1988).
- Sources of Holocaust research: An analysis (I.R. Dee, Chicago, 2001).
- The politics of memory: The journey of a Holocaust historian (Ivan R. Dee, Chicago, 1996).
- Perpetrators Victims Bystanders: The Jewish catastrophe, 1933-1945 (Aaron Asher Books, NY, 1992).
- "The Fate of the Jews in the Cities." Reprinted in Betty Rogers Rubenstein (ed.), et al. What kind of God?: Essays in honor of Richard L. Rubenstein (University Press of America, 1995).
- "The destruction of the European Jews: precedents." Printed in Bartov, Omer. Holocaust: Origins, implementation, aftermath (Routledge, London, 2000).

### Como editor
- Hilberg, Raul (ed.). Documents of destruction: Germany and Jewry, 1933-1945 (Quadrangle Books, Chicago, 1971).
- Hilberg, Raul (ed.), et al. The Warsaw diary of Adam Czerniakow: Prelude to Doom (Stein and Day, NY, 1979).